# Masdevalija
Masdevalija (lat. Masdevallia), veliki rod orhideja rasprostranjen od Meksika preko Srednje do tropske Južne Amerike. Čini dio tribusa Pleurothallidinae. Pripada mu  preko 630 vrsta.

## Opis
Većina masdevalija su epifiti, iako neke rastu u tlu ili pričvršćene za stijene. Imaju kratke stabljike i uspravne ili blago raširene listove koji izviru iz puzajućeg rizoma. Cvjetovi jarkih boja često imaju neobične oblike; čašični listovi su karakteristično sjedinjeni na bazi i imaju jedan ili više dugih repastih nastavaka. Neke se vrste uzgajaju zbog atraktivnih cvjetova, ali biljke zahtijevaju hladne i vlažne uvjete.

## Sinonimi
- Acinopetala Luer in Monogr. Syst. Bot. Missouri Bot. Gard. 105: 3 (2006)
- Alaticaulia Luer in Monogr. Syst. Bot. Missouri Bot. Gard. 105: 4 (2006)
- Buccella Luer in Monogr. Syst. Bot. Missouri Bot. Gard. 105: 7 (2006)
- Byrsella Luer in Monogr. Syst. Bot. Missouri Bot. Gard. 105: 7 (2006)
- Fissia (Luer) Luer in Monogr. Syst. Bot. Missouri Bot. Gard. 105: 9 (2006)
- Jostia Luer in Monogr. Syst. Bot. Missouri Bot. Gard. 79: 2 (2000)
- Luzama Luer in Monogr. Syst. Bot. Missouri Bot. Gard. 105: 10 (2006)
- Megema Luer in Monogr. Syst. Bot. Missouri Bot. Gard. 105: 11 (2006)
- Petalodon Luer in Monogr. Syst. Bot. Missouri Bot. Gard. 105: 11 (2006)
- Portillia Königer in Arcula 6: 154 (1996)
- Regalia Luer in Monogr. Syst. Bot. Missouri Bot. Gard. 105: 12 (2006)
- Reichantha Luer in Monogr. Syst. Bot. Missouri Bot. Gard. 105: 13 (2006)
- Rodrigoa Braas in Orchidee (Hamburg) 30: 203 (1979)
- Spectaculum Luer in Monogr. Syst. Bot. Missouri Bot. Gard. 105: 14 (2006)
- Spilotantha Luer in Monogr. Syst. Bot. Missouri Bot. Gard. 105: 15 (2006)
- Streptoura Luer in Monogr. Syst. Bot. Missouri Bot. Gard. 105: 16 (2006)
- Triotosiphon Schltr. ex Luer in Monogr. Syst. Bot. Missouri Bot. Gard. 105: 16 (2006)
- Zahleria Luer in Monogr. Syst. Bot. Missouri Bot. Gard. 105: 17 (2006)